# Rada Ustawodawcza Australii Zachodniej
Rada Ustawodawcza Australii Zachodniej (Western Australian Legislative Council) – izba wyższa parlamentu stanowego Australii Zachodniej, składająca się z 36 członków wybieranych na czteroletnią kadencję w wielomandatowych okręgach wyborczych, przy zastosowaniu metody pojedynczego głosu przechodniego. Podobnie jak we wszystkich wyborach w Australii, obywatele powyżej 18. roku życia mają obowiązek brać udział w głosowaniu pod karą grzywny.
Rada powstała w 1832 roku jako ciało doradcze przy gubernatorze i w całości pochodzącego z jego nominacji. Od 1870 liczyła 18 członków, z czego 12 pochodziło z wyborów, w których mogli jednak głosować tylko mężczyźni spełniający cenzus ziemi lub majątkowy. W 1890, gdy Australia Zachodnia uzyskała autonomię w ramach Imperium brytyjskiego, ograniczono liczebność Rady do 15 osób i powrócono do mianowania wszystkich członków przez gubernatora (równocześnie powstało za to w pełni wybieralne Zgromadzenie Ustawodawcze). Już trzy lata później dokonano kolejnej reformy, ustalając liczbę członków na 21 osób i wprowadzając pełną wybieralność. W obecnej postaci Rada funkcjonuje od 1987 roku.